# Soudní vykonavatel
Soudní vykonavatel je zaměstnanec soudu, který se stará především o realizaci některých exekucí, které soudy provádějí. Nejde v žádném případě o soudního exekutora, což je samostatné právnické povolání, naopak jeho obdobou je právě u soudního exekutora zaměstnaný vykonavatel soudního exekutora.
Soudní vykonavatel přímo provádí zejména výkon rozhodnutí prodejem movitých věcí (včetně jejich odhadu a dražby), odebráním movitých věcí, vyklizením, o odnětí nezletilého dítěte nebo o vykázání ze společného obydlí. Kromě toho může i na žádost sepisovat věci nebo doručovat písemnosti soudu. Je vázán příkazy a pokyny soudce nebo vyššího soudního úředníka a je povinen zachovávat mlčenlivost o všech skutečnostech, o nichž se v souvislosti s výkonem svého zaměstnání dozvěděl. Zprostit jí ho může předseda soudu. Při výkonu svých pravomocí jedná jménem státu.
Výkonem jeho pravomocí může soud pověřit i zmíněného soudního exekutora.